# 名古屋市立白金小学校
名古屋市立白金小学校（なごやしりつ しらかねしょうがっこう）は、愛知県名古屋市昭和区白金2丁目にある公立小学校。

## 概要
- 白金1-3丁目、福江1-3丁目、高辻町などが通学区域であり、公立中学校の進学先は名古屋市立円上中学校である[1]。

## 沿革
- 1952年（昭和27年）12月1日 - 名古屋市立村雲小学校から分離し、開校する。

## 交通アクセス
- 東海旅客鉄道中央本線、名古屋市営地下鉄鶴舞線鶴舞駅下車、徒歩約15分。

## 周辺施設
- 名古屋市立向陽高等学校
- 名古屋工業高等学校
- 名古屋市立円上中学校
- 名古屋市立村雲小学校
- 鶴舞公園
- 鶴舞駅
- 東邦ガス